# Canthylidia pallescens
Canthylidia pallescens là một loài bướm đêm trong họ Noctuidae.